# Dipcadi turkestanicum
Dipcadi turkestanicum är en sparrisväxtart som beskrevs av Aleksei Ivanovich Vvedensky. Dipcadi turkestanicum ingår i släktet Dipcadi och familjen sparrisväxter. Inga underarter finns listade i Catalogue of Life.